# Раймунд Германн
Раймунд Германн (нім. Raimund Hörmann, 27 травня 1957) — німецький академічний веслувальник.
Олімпійський чемпіон 1984 року в складі парної четвірки.